# Listă de filme de animație din 2008
Aceasta este o listă de filme de animație din anul 2008:
| Titlu | Țara                                                                               | Regizor | Studio                                                                       | Tehnici de animație        | Note                                              |
| --- | ---------------------------------------------------------------------------------- | --- | ---------------------------------------------------------------------------- | -------------------------- | ------------------------------------------------- |
| $9.99 | Israel · Australia                                                                 | Tatia Rosenthal | Lama Films                                                                   | Stop motion                |                                                   |
| The Adventures of Alyonushka and Yeryoma Приключения Аленушки и Ерёмы (Priklyucheniya Alyonushki i Yeryomy) | Rusia                                                                              | George Gitis | Paradise                                                                     | CG animation               | Arhivat în 8 martie 2009, la Wayback Machine.     |
| Barbie in a Christmas Carol | Statele Unite ale Americii                                                         | William Lau | Rainmaker Entertainment                                                      | CG animation               | [ 2 ]                                             |
| Barbie and the Diamond Castle | Statele Unite ale Americii                                                         | Gino Nichele | Rainmaker Entertainment                                                      | CG animation               |                                                   |
| Barbie Mariposa | Statele Unite ale Americii                                                         | Conrad Helten | Rainmaker Entertainment                                                      | CG animation               |                                                   |
| Batman: Gotham Knight | Statele Unite ale Americii · Japonia                                               | Toshi Hiruma, Bruce Timm                                                                                            | Warner Bros. Animation                                                       | Traditional                |                                                   |
| Bleach: Fade to Black BLEACH Fade to Black 君の名を呼ぶ (Burīchi Fade to Black Kimi no Na o Yobu) | Japonia                                                                            | Noriyuki Abe | Studio Pierrot                                                               | Traditional                |                                                   |
| Bolt | Statele Unite ale Americii                                                         | Chris Williams, Byron Howard                                                                                        | Walt Disney Animation Studios                                                | CG animation               |                                                   |
| Bratz: Girlz Really Rock | Statele Unite ale Americii                                                         | Mucci Fassett |                                                                              | CG animation               | [ 3 ]                                             |
| Bratz Kidz Fairy Tales | Statele Unite ale Americii                                                         | Phil Weinstein | MGA Entertainment                                                            | CG animation               | [ 4 ] [ 5 ]                                       |
| Case Closed: Full Score of Fear 名探偵コナン 戦慄の楽譜 (Meitantei Conan Senritsu no Furu Sukoa) | Japonia                                                                            | Yasuichiro Yamamoto                                                                                                 | Tokyo Movie                                                                  | Traditional                |                                                   |
| Dashavatar | India                                                                              | Bhavik Thakore | Phoebus Media                                                                | Traditional                |                                                   |
| Dead Space: Downfall | Statele Unite ale Americii                                                         | Chuck Patton | Film Roman, Electronic Arts                                                  | Traditional                |                                                   |
| Delgo | Statele Unite ale Americii                                                         | Marc F. Adler, Jason Maurer                                                                                         | Electric Eye Entertainment Corporation                                       | CG animation               |                                                   |
| Dora Saves the Snow Princess | Statele Unite ale Americii                                                         | Katie McWane | Nickelodeon Network                                                          | Traditional                |                                                   |
| Doraemon: Nobita and the Legend of the Green Giant 映画 ドラえもん のび太と緑の巨人伝 (Eiga Doraemon Nobita To Midori No Kyojinden) | Japonia                                                                            | Ayumu Watanabe | Shin-Ei Animation                                                            | Traditional                |                                                   |
| Dragon Hunters Chasseurs de dragons | Franța                                                                             | Arthur Qwak, Guillaume Ivernel                                                                                      | Futurikon                                                                    | CG animation               |                                                   |
| Dragonlance: Dragons of Autumn Twilight | Statele Unite ale Americii                                                         | Will Meugniot | Commotion Pictures, Toonz Animation India, Witox                             | Traditional / CG animation |                                                   |
| Edison and Leo | Canada                                                                             | Neil Burns | Perfect Circle Productions                                                   | Stop motion                |                                                   |
| Fist of the North Star: The Legend of Kenshirô 真救世主伝説 北斗の拳 ケンシロウ伝 (Shin Kyûseishu densetsu Hokuto no Ken - Kenshirô den) | Japonia                                                                            | Toshiki Hirano | TMS Entertainment                                                            | Traditional                |                                                   |
| The Flight Before Christmas Niko - Lentäjän poika | Finlanda · Danemarca · Germania · Republica Irlanda                                | Michael Hegner, Kari Juusonen                                                                                       | Animaker Oy, A.Film, Ulysses Films, Magma Films                              | CG animation               | Arhivat în 4 octombrie 2011, la Wayback Machine.  |
| Fly Me to the Moon | Belgia                                                                             | Ben Stassen | nWave Pictures, Illuminata Pictures                                          | CG animation               |                                                   |
| Flying Heroes Cher Ami | Spania                                                                             | Miquel Pujol | Accio, Digital Dreams Films, Euroview Animation, Mesfilms                    | Traditional                | [ 6 ]                                             |
| A Fox's Tale Kis Vuk | Ungaria                                                                            | György Gát, János Uzsák                                                                                             | DYN Entertainment                                                            | CG animation               |                                                   |
| From Inside | Statele Unite ale Americii                                                         | John Bergin | KC Grinder Productions                                                       | Traditional                | Arhivat în 26 aprilie 2012, la Wayback Machine.   |
| Futurama: Bender's Game | Statele Unite ale Americii                                                         | Dwayne Carey-Hill                                                                                                   | The Curiosity Company, 20th Century Fox Television                           | Traditional                |                                                   |
| Futurama: The Beast with a Billion Backs | Statele Unite ale Americii                                                         | Peter Avanzino | The Curiosity Company, 20th Century Fox Animation                            | Traditional                |                                                   |
| Garfield's Fun Fest | Coreea de Sud · Statele Unite ale Americii                                         | Mark A.Z. Dippé | Paws, Inc., The Animation Picture Company                                    | CG animation               |                                                   |
| Genius Party Beyond | Japonia                                                                            | Mahiro Maeda, Kôji Morimoto, Kazuto Nakazawa, Shin'ya Ôhira, Tatsuyuki Tanaka                                       | Studio 4°C                                                                   | Traditional                |                                                   |
| Ghatothkach: Master of Magic | India                                                                              | Singeetham Srinivas Rao                                                                                             | Shemaroo Entertainment, Sun Animatics                                        | Traditional                | Arhivat în 29 februarie 2012, la Wayback Machine. |
| Ghost in the Shell 2.0 攻殻機動隊 2.0 (Gōsuto In Za Sheru/Kōkaku Kidōtai 2.0) | Japonia                                                                            | Mamoru Oshii | Production I.G                                                               | Traditional / CG animation |                                                   |
| Gnomes and Trolls: The Secret Chamber Tomtar och Troll: Den hemliga kammaren | Suedia                                                                             | Robert Rhodin | White Shark                                                                  | CG animation               |                                                   |
| Goat Story - The Old Prague Legends Kozí příběh - pověsti staré Prahy | Cehia                                                                              | Jan Tománek | Art And Animation studio                                                     | CG animation               |                                                   |
| Horton Hears a Who! | Statele Unite ale Americii                                                         | Jimmy Hayward, Steve Martino                                                                                        | Blue Sky Studios                                                             | CG animation               |                                                   |
| Idiots and Angels | Statele Unite ale Americii                                                         | Bill Plympton | Bill Plympton Studios                                                        | Traditional                | [ 9 ]                                             |
| If You Were Me: Anima Vision 2 별별 이야기 2 - 여섯 빛깔 무지개 (Byul-Byul Yi-Ya-Gi 2: Yeo-Seot-Bit-Ggal Mu-Ji-Gae) | Coreea de Sud                                                                      | Ann Dong-hee, Ryu Jung-oo, Hong Deok-pyo, Lee Hong-soo, Lee Hong-min, Jung Min-young, Gwon Mi-jeong, Park Yeong-jae | Human Rights Commission of Korea                                             | Traditional / Stop motion  |                                                   |
| Igor | Statele Unite ale Americii                                                         | Tony Leondis | Exodus Film Group                                                            | CG animation               |                                                   |
| Immigrants aka. L.A. Dolce Vita Immigrants - Jóska menni Amerika | Statele Unite ale Americii · Ungaria                                               | Gabor Csupo | Klasky Csupo                                                                 | Traditional                |                                                   |
| Impy's Wonderland Urmel voll in Fahrt | Germania                                                                           | Reinhard Klooss, Holger Tappe                                                                                       | Agir, Ambient Entertainment                                                  | CG animation               | Arhivat în 15 octombrie 2011, la Wayback Machine. |
| John's Arm: Armageddon | Statele Unite ale Americii                                                         | Matty Boy Anderson                                                                                                  | Mike the Pod                                                                 | Traditional                | Arhivat în 11 decembrie 2011, la Wayback Machine. |
| Journey to Saturn Rejsen til Saturn | Danemarca                                                                          | Kresten Vestbjerg Andersen, Thorbjørn Christoffersen, Craig Frank                                                   | A. Film A/S                                                                  | CG animation               |                                                   |
| Justice League: The New Frontier | Statele Unite ale Americii                                                         | Dave Bullock | Warner Bros. Animation                                                       | Traditional                |                                                   |
| Kleiner Dodo | Germania                                                                           | Thilo Graf Rothkirch, Ute von Münchow-Pohl                                                                          | Animationsfabrik, Rothkirch Cartoon Film, Torus                              | Traditional                | [ 13 ]                                            |
| Kung Fu Panda | Statele Unite ale Americii                                                         | John Wayne Stevenson, Mark Osborne                                                                                  | DreamWorks Animation                                                         | Traditional                |                                                   |
| Kungfu Master aka Wong Fei Hong vs Kungfu Panda 黃飛鴻大戰功夫熊貓 | Republica Populară Chineză                                                         | |                                                                              | CG animation               | [ 14 ]                                            |
| Kurt Turns Evil Kurt blir grusom | Norvegia                                                                           | Rasmus Sivertsen | Qvisten Animation AS                                                         | CG animation               | [ 15 ]                                            |
| Life is Cool 그녀는 예뻤다 (Geunyeoneun Yeppeotda) | Coreea de Sud                                                                      | Choi Equan, Choe Seung-won                                                                                          |                                                                              | Traditional                |                                                   |
| The Little Panda Fighter Ursinho da Pesada | Brazilia                                                                           | | Vídeo Brinquedo                                                              | CG animation               |                                                   |
| Madagascar: Escape 2 Africa | Statele Unite ale Americii                                                         | Eric Darnell, Tom McGrath                                                                                           | DreamWorks Animation                                                         | Traditional                |                                                   |
| Mia and the Migoo Mia et le Migou | Franța                                                                             | Jacques-Rémy Girerd                                                                                                 | Folimage                                                                     | Traditional                |                                                   |
| A Miser Brothers' Christmas | Statele Unite ale Americii                                                         | Dave Barton Thomas                                                                                                  | Cuppa Coffee Studios, Warner Bros. Animation                                 | Stop motion                |                                                   |
| Nak | Thailanda                                                                          | Natthaphong Ratanachoksirikul                                                                                       |                                                                              | CG animation               | [ 16 ] [ 17 ]                                     |
| Naruto Shippuden The Movie: Bonds 劇場版 NARUTO−ナルト− 疾風伝 絆 (Gekijōban Naruto Shippūden: Kizuna) | Japonia                                                                            | Masahiko Murata | Aniplex, Studio Pierrot                                                      | Traditional                |                                                   |
| Next Avengers: Heroes of Tomorrow | Statele Unite ale Americii                                                         | Jay Oliva, Gary Hartle                                                                                              | Marvel Animation, Madhouse                                                   | Traditional                |                                                   |
| One Piece: Episode of Chopper Plus: Bloom in the Winter, Miracle Cherry Blossom エピソードオブチョッパー＋ 冬に咲く、奇跡の桜 (Episōdo Obu Choppā Purasu: Fuyu ni Saku, Kiseki no Sakura) | Japonia                                                                            | Junji Shimizu | Toei Animation                                                               | Traditional                |                                                   |
| Open Season 2 | Statele Unite ale Americii                                                         | Matthew O'Callaghan, Todd Wilderman                                                                                 | Sony Pictures Animation, Reel FX Creative Studios                            | CG animation               |                                                   |
| The Pirates Who Don't Do Anything: A VeggieTales Movie | Statele Unite ale Americii                                                         | Mike Nawrocki | Big Idea Productions, Jellyfish Studios, Universal Animation Studios         | CG animation               |                                                   |
| Pokémon: Giratina and the Sky Warrior aka. Pocket Monsters Diamond & Pearl the Movie: Giratina and the Sky Bouquet: Shaymin 劇場版ポケットモンスター ダイヤモンド&パール ギラティナと氷空（そら）の花束 シェイミ (Gekijōban Poketto Monsutā Daiyamondo Pāru Giratina to Sora no Hanataba Sheimi) | Japonia                                                                            | Kunihiko Yuyama, Tom Wayland                                                                                        | OLM, Inc.                                                                    | Traditional                |                                                   |
| Ponyo 崖の上のポニョ (Gake no ue no Ponyo) | Japonia                                                                            | Hayao Miyazaki | Studio Ghibli                                                                | Traditional                |                                                   |
| Resident Evil: Degeneration バイオハザード：ディジェネレーション (Baiohazādo: Dijenerēshon) | Japonia · Statele Unite ale Americii                                               | Makoto Kamiya | Capcom Studios]], Sony Pictures, Digital Frontier                            | CG animation               |                                                   |
| Roadside Romeo रोडसाइड रोमियो | India                                                                              | Jugal Hansraj | Walt Disney International India                                              | CG animation               |                                                   |
| Scooby-Doo! and the Goblin King | Statele Unite ale Americii                                                         | Joe Sichta | Warner Bros. Animation                                                       | Traditional                |                                                   |
| Sing to the Dawn 曦望 | Singapore                                                                          | Philip Mitchell | MediaCorp Raintree Pictures, Infinite Frameworks Studios, Kalyana Shira Film | Traditional                |                                                   |
| Sita Sings the Blues | Statele Unite ale Americii                                                         | Nina Paley | Nina Paley                                                                   | Traditional                |                                                   |
| The Sky Crawlers スカイ・クロラ (Sukai Kurora) | Japonia                                                                            | Mamoru Oshii | Production I.G                                                               | Traditional                |                                                   |
| Space Chimps | Canada                                                                             | Kirk DeMicco | Vanguard Animation, Starz Media                                              | CG animation               |                                                   |
| Spirit of the Forest Espíritu del bosque | Japonia                                                                            | David Rubin | Dygra Films                                                                  | CG animation               |                                                   |
| Star Wars: The Clone Wars | Statele Unite ale Americii                                                         | Dave Filoni | Lucasfilm Animation                                                          | CG animation               |                                                   |
| Sunshine Barry & The Disco Worms Disco Ormene | Danemarca · Germania                                                               | Thomas Borch Nielsen                                                                                                | Disco Ormene                                                                 | CG animation               | [ 18 ]                                            |
| The Tale of Despereaux | Regatul Unit al Marii Britanii și al Irlandei de Nord · Statele Unite ale Americii | Rob Stevenhagen, Sam Fell                                                                                           | Relativity Media, Framestore Feature Animation, Universal Animation Studios  | CG animation               |                                                   |
| The Tale of Soldier Fedot, The Daring Fellow Про Федота-стрельца, удалого молодца (Pro Fedota-Streltsa, Udalogo Molodtsa) | Rusia                                                                              | Ludmila Steblyanko                                                                                                  | Kinokompaniya CTB, Melnitsa Animation Studio                                 | Traditional                |                                                   |
| Tengen Toppa Gurren Lagann: Gurren Chapter 劇場版 天元突破グレンラガン 【紅蓮篇】 (Gekijōban Tengen Toppa Guren Ragan [Guren Hen]) | Japonia                                                                            | Hiroyuki Imaishi | Gainax                                                                       | Traditional                |                                                   |
| Tinker Bell | Statele Unite ale Americii                                                         | Bradley Raymond | DisneyToon Studios, Prana Studios                                            | CG animation               |                                                   |
| The Toe Tactic | Statele Unite ale Americii                                                         | Emily Hubley | Orchard Pictures, Hubbub, Hermetic Pictures                                  | Traditional                | [ 19 ]                                            |
| Tripping the Rift: The Movie | Canada                                                                             | Bernie Denk | Anchor Bay Entertainment                                                     | CG animation               | [ 20 ]                                            |
| Turok: Son of Stone | Statele Unite ale Americii                                                         | Tad Stones, Curt Geda, Dan Riba, Frank Squillace                                                                    | Classic Media, Film Roman, Starz Media                                       | Traditional                | [ 21 ]                                            |
| Unstable Fables: 3 Pigs & a Baby | Statele Unite ale Americii                                                         | Howard E. Baker, Arish Fyzee                                                                                        | The Jim Henson Company, Prana Animation Studios, Flame Ventures              | CG animation               |                                                   |
| Unstable Fables: Tortoise vs. Hare | Statele Unite ale Americii                                                         | Howard E. Baker, Arish Fyzee                                                                                        | The Jim Henson Company, Prana Animation Studios, Flame Ventures              | CG animation               |                                                   |
| Unstable Fables: Goldilocks and the 3 Bears | Statele Unite ale Americii                                                         | Howard E. Baker, Arish Fyzee                                                                                        | The Jim Henson Company, Prana Animation Studios, Flame Ventures              | CG animation               |                                                   |
| Urduja | Filipine                                                                           | Mike Tuviera, Antonio Tuviera                                                                                       | APT Entertainment                                                            | Traditional                |                                                   |
| WALL-E | Statele Unite ale Americii                                                         | Andrew Stanton | Pixar                                                                        | CG animation/Live action   |                                                   |
| Waltz with Bashir ואלס עם באשיר | Israel · Germania · Franța                                                         | Ari Folman | Bridgit Folman Film Gang, Les Films d'Ici                                    | Traditional                |                                                   |
| Wanderer in the land of Elementalia Dayo: Sa Mundo ng Elementalia | Filipine                                                                           | Robert Quilao | Cutting Edge Productions                                                     | CG animation / traditional |                                                   |
| Yes! Precure 5 GoGo! Happy Birthday in the Land of Sweets Yes!プリキュア5 GoGo! お菓子の国のハッピーバースディ♪ (Yes! Precure 5 GoGo! Okashi no Kuni no Happy Birthday) | Japonia                                                                            | Tatsuya Nagamine | Toei Animation                                                               | Traditional                |                                                   |